# Chuyển giao kiến thức

Biểu tượng chuyển giao kiến thức từ Dự án Danh từ.

Chuyển giao kiến thức đề cập đến việc chia sẻ hoặc phổ biến kiến thức và cung cấp thông tin đầu vào để giải quyết vấn đề. Trong lý thuyết tổ chức, chuyển giao kiến thức là vấn đề thực tế của việc chuyển kiến thức từ một bộ phận của tổ chức này sang bộ phận khác. Giống như quản lý kiến thức, chuyển giao kiến thức tìm cách tổ chức, tạo, nắm bắt hoặc phân phối kiến thức và đảm bảo tính sẵn có của nó cho người dùng trong tương lai. Nó được coi là nhiều hơn chỉ là một vấn đề giao tiếp. Nếu chỉ đơn thuần là như vậy, thì một bản ghi nhớ, e-mail hoặc một cuộc họp sẽ hoàn thành việc chuyển giao kiến thức. Chuyển giao kiến thức phức tạp hơn vì:
- kiến thức nằm trong các thành viên tổ chức, công cụ, nhiệm vụ và mạng con của họ [2] và
- nhiều kiến thức trong các tổ chức là ngầm hiểu hoặc khó nói rõ.[3]

Các chủ đề đã được đưa lên dưới tiêu đề quản lý kiến thức từ những năm 1990. Thuật ngữ này cũng đã được áp dụng cho việc chuyển giao kiến thức được chuyển giao ở cấp độ quốc tế.
Trong kinh doanh, chuyển giao kiến thức giờ đã trở thành một chủ đề phổ biến trong các vụ sáp nhập và mua lại. Nó tập trung vào chuyển giao nền tảng công nghệ, kinh nghiệm thị trường, chuyên môn quản lý, nâng cao văn hóa doanh nghiệp và vốn trí tuệ khác có thể cải thiện năng lực của công ty. Vì kỹ năng và kiến thức kỹ thuật là tài sản rất quan trọng đối với năng lực của các công ty trong cạnh tranh toàn cầu, việc chuyển giao kiến thức không thành công sẽ có tác động tiêu cực đến các tập đoàn và dẫn đến M&A tốn kém và tốn thời gian, không tạo ra giá trị cho các công ty.

## Bối cảnh
Argote & Ingram (2000) định nghĩa chuyển giao kiến thức là "quá trình mà một đơn vị (ví dụ: nhóm, bộ phận hoặc bộ phận) bị ảnh hưởng bởi trải nghiệm của người khác"  (p. 151). Họ tiếp tục chỉ ra việc chuyển giao kiến thức tổ chức (nghĩa là thông lệ hoặc thực tiễn tốt nhất) có thể được quan sát thông qua những thay đổi về kiến thức hoặc hiệu suất của các đơn vị người nhận. Việc chuyển giao kiến thức cấp tổ chức, chẳng hạn như các thực hành tốt nhất, có thể khá khó khăn.
Luận án tiến sĩ của Szulanski ("Khám phá sự gắn bó nội bộ: Những trở ngại đối với việc chuyển giao thực hành tốt nhất trong công ty") đề xuất rằng việc chuyển giao kiến thức trong một công ty bị ức chế bởi các yếu tố khác ngoài việc thiếu động lực. Kiến thức về các thực tiễn tốt nhất vẫn có thể truy cập rộng rãi trong một công ty tùy thuộc vào bản chất của kiến thức đó, từ đâu (hoặc ai) đến, ai có được nó và bối cảnh tổ chức trong đó có bất kỳ sự chuyển giao nào xảy ra. "Độ dính" là một phép ẩn dụ xuất phát từ khó khăn trong việc lưu thông chất lỏng xung quanh nhà máy lọc dầu (bao gồm cả ảnh hưởng của độ nhớt tự nhiên của chất lỏng). Điều đáng chú ý là phân tích của ông không áp dụng cho các lý thuyết khoa học, nơi áp dụng một tập hợp các động lực và phần thưởng khác nhau.
Ba khái niệm liên quan là "sử dụng tri thức", "sử dụng nghiên cứu" và "triển khai", được sử dụng trong khoa học sức khỏe để mô tả quá trình đưa ý tưởng mới, thực hành hoặc công nghệ vào sử dụng phù hợp và phù hợp trong môi trường lâm sàng. Nghiên cứu về sử dụng/thực hiện tri thức (knowledge utilization/implementation, KU/I) là kết quả trực tiếp của phong trào đối với y học thực chứng và nghiên cứu kết luận rằng các thực hành chăm sóc sức khỏe với hiệu quả đã được chứng minh không nhất quán được sử dụng trong các cơ sở thực hành.
Chuyển giao tri thức trong các tổ chức và giữa các quốc gia cũng làm đặt ra các câu hỏi về đạo đức, đặc biệt khi có sự mất cân bằng trong các mối quan hệ quyền lực (ví dụ: chủ nhân và nhân viên) hoặc ở mức độ nhu cầu tương đối đối với các nguồn lực tri thức (như thế giới phát triển và đang phát triển).
Chuyển giao kiến thức bao gồm, nhưng chứa nhiều hơn là chuyển giao công nghệ.